# سووچانکا
سووچانکا (به لهستانی:  Słuczanka) یک روستا در لهستان است که در گمینا گرودک واقع شده‌است.